# Мадагаскар на летних Олимпийских играх 1992
Мадагаскар принимал участие в Летних Олимпийских играх 1992 года в Барселоне (Испания) в шестой раз за свою историю, пропустив Летние Олимпийские игры 1988 года, но не завоевал ни одной медали. Сборную страны представляли 5 женщин.